# Kamen, Veliko Tărnovo
Kamen (în bulgară Камен) este un sat în comuna Strajița, regiunea Veliko Tărnovo,  Bulgaria. 

## Demografie
Componența etnică a satului Kamen
     Turci (7,93%)
     Bulgari (59,57%)
     Romi (12,87%)
     Nicio identificare (19,34%)
     Altele (0,26%)
La recensământul din 2011, populația satului Kamen era de 1.499 locuitori. Din punct de vedere etnic, majoritatea locuitorilor (59,57%) erau bulgari, existând și minorități de romi (12,87%) și turci (7,93%). Pentru 19,34% din locuitori nu este cunoscută apartenența etnică.